# うちの魔王かみませんよ
『うちの魔王かみませんよ』（うちのまおうかみませんよ）は、おとうさんによる日本の漫画作品。スクウェア・エニックスのウェブコミック配信サイト『ガンガンONLINE』にて、毎月第2週更新で2014年7月3日更新分から2015年11月26日更新分まで連載された。

## あらすじ
とある家庭のペットとして暮らす魔王と、その飼い主である少年の物語。
ときにボールとじゃれ合い、ときに飼い主のアイスを盗み食う、魔王の日常が楽しめる魔王系ほのぼのコメディ。

## 登場人物

### 岸本家の人々
魔王・サタン（ペット♂）
岸本家の強可愛いペット（幻獣）。
人の言葉を理解しているものの、話すことはできないっぽい。甘い物が大好きで、よく飼い主のユウヘイとアイスを取り合っている。
魔王なのに臆病で優しい性格。排水溝や水が嫌い。魔族でもあるので勇者（ペット）に苦手意識を持つ。しかし、メチャクチャ強い。
第7話でパティシエに転職（ジョブチェンジ）を目指すものの、自身が闇属性なためパティシエ（光属性の職業）になれないと言われた。しかし、ジョブチェンジ屋の主人黒田の提案で、パティシエの下位職業で経験値を積めばパティシエになれると知り、パティシエの下位職業「食いしん坊」に転職。ビフロに熱愛されている。
首元にある3つの髑髏は、当初ただのアクセサリーと思われていたが、後に喋るようになった（魔王の従者なのだが、ただ喋らなかっただけ）。
兄・岸本ユウヘイ（高校生）
サタンの飼い主。怪我で甲子園を断念した過去あり。サタンのよき理解者であり、ケンカ相手であり、幼馴染。暴走し最終形態になったサタン相手に拳1つで大人しくさせたこともある。
妹・ユウキ（小学生）
知識に長けた岸本家の若き策略家。サタンとはいろいろあって現在犬猿の仲。ロイスのことが好きでアプローチするも、ロイスからは「面白い」と言われてしまった。
母（専業主婦）
いつも笑顔で優しいお母さん。サタンに甘く親バカっぷりを遺憾なく発揮。サタンのペットの序列では一番上。魔王城に招待されたことも。
父（幻獣学者）
幻獣学者という職業柄、家に居ないことが多い。見た目はやや強面だが、家族想いの優しいお父さん。真夏やサウナに入って（怒られても）もスーツの上着を脱がない。家に居るときや火事場でも、ネクタイは緩めない。しかし、サタンと勝負（腕相撲）した時は、スーツの上着を脱ぎネクタイを緩め本気を出して見事勝利した。

### 四天王
ロイス
国籍：アメリカ、性格◎、職業柄：レストランオーナーシェフというパーフェクトなイケメンオネェ。ビフロの飼い主。ユウキに告白されたことがある。
ゾンビ・ビフロ（ペット♀）
正真正銘の腐女子（ゾンビ）系ペット。サタンのことが大大大好き。気に入った人には噛み付く（主な被害者はロイスとサタン）。

### その他の人々
吉田さん
勇者アーサーの飼い主。心をえぐるような辛辣な言葉で、ユウヘイを困惑させることも……。
勇者・アーサー（ペット♀？）
サタンの宿敵。出会うたびに戦闘スイッチがオンになる血気盛んな勇者。元気が良いため散歩は1日3回。アーサーが持つ聖剣は、嘘つきを串刺しにする性能があるらしい……。
黒田さん
ジョブチェンジ屋の主人。幻獣に目がないが、人間（霊長類）にはまったく興味がないという変態様。副業で幻獣カフェを営んでいる。
紅蓮（本名・佐藤 将太）
呼んでないのにちょいちょい登場するアイタタタな中二病こじらせ男子。死の不死鳥の飼い主。いちいちポーズを決めてカッコつける。本名で呼ばれるのが嫌い。
死の不死鳥-デスフェニックス-（ペット・性別不明）
飼い主いわく、少し内向的な性格のペット。見た目がお風呂の玩具（アヒルさん人形）に似ているため、プラスチックでできているという噂も。得意技は奥義・白鳥の舞（ただ羽を広げただけ）。しかし、サタンに指一本で倒された。
秋原 秀介
ユウヘイの友達。ペットのスミレさんに恋する変態少年。黒田さんとはちょっと異なる変態。
骸骨・スミレさん（ペット♀）
秀介のお母さんのペット。秀介が一人暮らしを始めるときに、お目付け役として送られた。ちゃんとご飯も食べるが、食べたものがどこへいくのかは謎。家事が得意な様。

## 書誌情報
- おとうさん『うちの魔王かみませんよ』スクウェア・エニックス〈ガンガンコミックスONLINE〉、全4巻
  1. 2014年11月22日発売[1]、ISBN 978-4-7575-4471-0
  2. 2015年4月22日発売[2]、ISBN 978-4-7575-4631-8
  3. 2015年7月22日発売[3]、ISBN 978-4-7575-4708-7
  4. 2016年1月22日発売[4]、ISBN 978-4-7575-4860-2